# Le Rêve français
Pour plus de détails, voir Fiche technique et Distribution.
Le Rêve français est une mini-série française réalisée par Christian Faure et diffusée sur France 2 les 21 et 28 mars 2018.

## Synopsis
L'histoire se fonde sur les conséquences de la création en 1963 par Michel Debré du Bureau pour le développement des migrations dans les départements d'outre-mer (Bumidom). Cette année-là, la crise due à la fermeture des industries sucrières entraîna un chômage dans les DOM (notamment dans les Antilles françaises et La Réunion). Les propositions d'emplois et d'une vie meilleure, un « El Dorado », par le Bumidom déclencha le départ de nombreux Ultramarins, âgés de 18 à 35 ans, vers la Métropole.
Les familles d’Outre-mer vont connaître des destins mêlés et singuliers. Ainsi, Samuel (Yann Gael) et Doris (Aïssa Maïga), originaires de Guadeloupe, et Charley (Aude Legastelois), venant de La Réunion, sont de ceux qui ont franchi le cap de leur « rêve français » et dessinent les contours de la France d’aujourd’hui, une France empreinte de cette richesse culturelle, de cet imaginaire du « Tout-Monde ».

## Fiche technique
- Titre français : Le Rêve français
- Réalisation : Christian Faure
- Scénario : Sandro Agénor, Alain Agat et Christian Faure, d'après des faits réels
- Musique : Armand Amar
- Décors : Cédric Henry
- Costumes : Eric Perron
- Photographie : Jean-Pierre Hervé
- Son : Jean-Pierre Fenie
- Montage : Jean-Daniel Fernandez
- directeur de production : Stéphane Guéniche
- Production : France Zobda, Jean-Lou Monthieux
- Société de production : Eloa Prod
- Pays d'origine :  France
- Genre : drame
- Date de première diffusion : 21 mars 2018 sur France 2

## Distribution
- Yann Gael : Samuel Rénia
- Aïssa Maïga : Doris Trésor
- Aude Legastelois : Charley Le Tallec
- Firmine Richard : Léa Rénia
- Jocelyne Béroard : Betty
- Ambroise Michel : Victor
- Julien Béramis : Julien Rénia
- Sohée Monthieux : Roseline Jean-Baptiste
- Samuel Etifier : Noël Trésor
- Xavier-Arnaud de Sinzogan : Samuel adolescent
- Alison Valence : Doris adolescente
- Laurence Joseph : Prisca
- Mhamed Arezki : Khalid Zemmouri
- Somani Okoukou : Simon
- Jeans Erns Marie-Louise : Claude
- Sandrine Salyères : Maryse
- Pierre Rousselet : Georges
- Jacques Lepesqueur : Rudy adulte
- Solen Messager-Dumoulin : Rudy enfant
- Xavier Lafitte : Armand
- Caroline Anglade : Sylvie
- Sébastien Knafo : Serge
- Linda Kra : Nadia
- Frédéric Montlouis : Mathias
- Jacky Tavernier : Françoise
- Dominik Bernard : Gilles
- Vincent Gama dit JBB : Raymond
- Yoli Fuller : Patrick
- Clarisse Lhoni Botte : Irène
- Olivier Dote Doevi : Raborio
- Steffy Glissant : Pauline
- Karine Solignac : Justine
- Shade Aboyami : Nadège
- Marina Moncade : le ministre de la Défense
- Elisa Menez : le juge
- François Delaive : l'agent DST
- Ricky Tribord : le contrôleur de la RATP
- Harry Baltus : l'élu antillais
- Aude Juncker : la hippie
- Franck Gouffran : le père Maxime

## Distinctions
- Meilleure interprétation masculine pour Yann Gael au Festival de la fiction TV de La Rochelle 2017[1]
- Sélectionné au FESPACO 2019 dans la catégorie « Découverte ».

## Audiences
- 21 mars 2018 : la première partie a attiré 1,9 million de téléspectateurs (7,8 % du public de quatre ans et plus) ;
- 28 mars 2018 : la seconde partie a attiré 1,59 million de téléspectateurs (6,7 % du public de quatre ans et plus).